# Whalsay
Whalsay (em nórdico antigo: Hvalsey ou Hvals Oy) é uma ilha das North Isles, nas Ilhas Shetland, na Escócia. É a sexta maior ilha do arquipélago em área.
Está situada a leste da ilha Mainland. A população é de 1034 e a localidade principal é Symbister, sede da frota pesqueira. Outras localidades são Clate, Isbister, Sandwick, salinidad, Huxter, Challister, Marrister, North Park e Skaw.
A ilha é bastante fértil e densamente povoada, e as principais atividades económicas são o crofting e a pesca. Há ligação por ferry entre Symbister e Laxo e Vidlin, na ilha principal. 